# 湯〜遊〜バス
湯〜遊〜バス（ゆーゆーバス）は、静岡県熱海市で運行されている周遊バスである。
2014年4月1日から東海バスが運行している。

## 現行路線（2014年4月1日 - ）
9時 - 16時台、平日13便・土日祝日18便。
2020年4月1日のダイヤ改正により1日18便の通年運行。
新型コロナウイルスの影響により2020年4月22日から全便運休。
2022年7月16日よりコロナ禍以前同様の18便の運行を再開した。
- 熱海駅 → お宮の松・サンビーチ → マリンスパあたみ → 錦ヶ浦入り口 → 熱海城 → アカオフォレスト → 起雲閣西口 → 大湯間歇泉 → 熱海駅

## 過去の路線

### 錦ヶ浦・梅園方面
- 熱海駅 → お宮の松 → マリンスパあたみ → 熱海城 → アカオハーブ&ローズガーデン → 市役所前 → 来宮駅 → 伊豆箱根鉄道車庫前 → 熱海梅園 → 来宮神社前 → 熱海駅

### MOA美術館・伊豆山神社方面
- 熱海駅 → MOA美術館 → 伊豆山神社前 → 伊豆山温泉 → 熱海駅

## 運賃
（2014年4月1日から）
- 湯～遊～バスフリーきっぷ（1日乗車券）： 大人700円（中学生以上）、子供350円（小学生以下）
  - ※一般路線バス 七尾原循環線熱海駅 - 伊豆山神社前、伊豆山線・湯河原線熱海駅 - 小学校入口、MOA美術館線熱海駅 - MOA美術館までの区間は乗り降り自由。販売終了済

- 湯～遊～バスフリーきっぷワイド（1日乗車券）：アカオハーブ＆ローズガーデン～弘法滝藤哲以外の東海バス熱海事業所の路線バスが乗車可能。販売終了済
- 東海バスフリーきっぷ「熱海１日券」：アカオフォレスト～弘法滝藤哲以外の東海バス熱海事業所の路線バスが乗車可能。

　　大人(中学生以上)：800円　小人(小学生以下)：400円
- 一回の乗車 : 大人250円（中学生以上）、子供130円（小学生以下）

## 車両
- 東海バス小型車リエッセ※多客時運用
- 東海バス中型車エアロミディ（専用塗装）
- 東海バス中型車日野レインボー(専用新車)